# サンヨーテレビ劇場
サンヨーテレビ劇場（サンヨーテレビげきじょう）は、1958年1月7日 - 1961年7月28日にラジオ東京テレビ(KRT)→TBS系列で放送されたテレビドラマ枠である。三洋電機（現在は経営統合してパナソニックホールディングス）の一社提供だった。

## 概要
現代作家のユニークな作品をドラマ化してゆく方針で放送開始。基本的に単発形式のドラマを放送し、連続であっても2 - 4週程度であった。放送開始当初は、VTRがまだ用いられていないため生放送であった（当時のドラマは生放送が主流）。
原則的に制作は、KRT→TBSであった。ただし例外として、後にJNN基幹局となる北海道放送、大阪テレビ放送→朝日放送（当時TBS系列）、中部日本放送、RKB毎日放送が制作するドラマもこの枠で放送された。特に10月 - 11月の芸術祭参加作品ではそれが顕著であった。
基本的には、小説や戯曲を原作にとったドラマが放送されたが、オリジナル作品も放送されるようになる。1958年10月31日に放送された『私は貝になりたい』は、この放送枠の代表的作品であるとともに、テレビドラマ史全体における名作とされた。また、この作品は2インチVTRに記録されており、TBSのアーカイブスに現存する最古の映像資料でもある。さらに、翌1959年11月20日放送の『いろはにほへと』とあわせて、この放送枠の作品が2年連続で芸術祭文部大臣賞（現在の大賞）を受賞するという快挙を遂げている。

## 放送時間
いずれも日本標準時(JST)。
- 1958年1月7日 - 8月26日：火曜日20時30分 - 21時00分
- 1958年9月5日 - 1959年3月27日：金曜日22時00分 - 22時30分
- 1959年4月3日 - 1961年7月28日：金曜日22時00分 - 22時45分

例外として、芸術祭参加作品を中心に、時間枠を拡大して放送したドラマもあった。

## 作品リスト
特記がない作品は、KRTおよびTBS制作である。

### 1958年
- 華燭（1月7日・14日 / 2回 / 原作：中山義秀）
- あべこべ夫婦（1月21日 / 原作：獅子文六『夫婦百景』より）
- 失格女房とその良人（1月28日 / 原作：獅子文六『夫婦百景』より）
- 学生夫婦（2月4日 / 原作：獅子文六『夫婦百景』より）
- 中間夫婦（2月11日 / 原作：獅子文六『夫婦百景』より）
- 晩い結婚（2月18日 / 原作：里見弴）
- 二枚の招待状（2月25日 / 原作：井上靖）
- ボロ家の春秋（3月4日・11日 / 2回 / 原作：梅崎春生）
- 二等寝台車（3月18日 / 原作：中野実）
- 吹雪（3月25日 / 原作：石坂洋次郎、脚本：若尾徳平）
- 裸の王様（4月1日・8日 / 2回 / 原作：開高健、脚本：鈴木政男）
- 清貧の書（4月22日 / 原作：林芙美子）
- 白い橋（4月29日 / 原作：ドストエフスキー『白夜』、脚本：飯島正）
- 下宿の娘たち（5月6日・13日 / 2回 / 原作：畔柳二美、脚本：若尾徳平）
- 白い病葉（5月20日 / 原作：飯田謙助『山の精よねむれ』、脚本：田村幸二・三田祐介）
- 選挙と花見（5月27日 / 原作：伊藤永之助『新警察日記』より）
- 愛をみつめるもの（6月3日・10日 / 2回 / 原作：『問題の子等と四十年』）
- 探偵女房（6月17日 / 原作：獅子文六、脚本：堀江史朗）
- 火の山（6月24日・7月1日 / 2回 / 原作：井上友一郎）
- 七人の紳士（7月8日・15日 / 2回 / 原作：井上靖）
- 密会（7月22日 / 原作：吉村昭）
- 踊る葬列（7月29日 / 原作：井上靖）
プロ野球オールスターゲーム中継中止時のBプログラムとして予定されていた。しかし中継が実施されたため、8月3日の17時15分 - 17時50分に振り替え放送された。
- ああ江田島（8月5日・12日・19日・26日 / 4回 / 原作：菊村到、脚本：鈴木政男）
- 父ありき（9月5日・12日・19日 / 3回 / 原作：池田忠雄・柳井隆雄・小津安二郎、脚本：田村幸二）
この作品より、放送枠が金曜22時00分へ移行された。
- 梵化（9月26日・10月3日 / 2回 / 作：池部良・藤島泰輔）
- 愛染天使（10月10日・17日「妻の素顔」・24日「去る女」/ 3回 / 原作：藤原審爾、脚本：山下与志一）
- 私は貝になりたい（10月31日 / 題名・遺書：加藤哲太郎、物語・構成：橋本忍、演出：岡本愛彦）
第13回芸術祭大賞受賞。22時00分 - 23時40分に拡大。TBS現存最古の映像資料。
- 風立ちぬ（11月7日・14日・21日 / 3回 / 原作：堀辰雄、脚本：田村幸二）
- 消防芸者（11月28日 / 原作：火野葦平、脚色：猪俣勝人）
RKB毎日放送製作。第13回芸術祭参加作品。22時00分 - 23時00分に拡大。
- 親馬鹿ちゃんりん（12月5日 / 作：尾崎一雄）
- 風と雲と（12月12日・19日・26日 / 3回 / 作：畔柳二美）

### 1959年
- 阿部一族（1月2日 / 原作：森鷗外、脚本：熊谷久虎）
22時00分 - 23時05分に拡大。
- 青春の肖像（1月9日・16日・23日 / 3回 / 原作：藤原審爾、脚本：田村幸二）
- 謀殺のカルテ（1月30日・2月6日 / 2回 / 原作：有馬頼義、脚本：八木柊一郎）
- 燃えろ燃えろ（2月13日・20日 / 2回 / 原作：菊村到、脚本：若尾徳平）
- にあんちゃん 十才の少女の日記（2月27日 / 原作：安木末子、脚本：田井洋子）
- 山崎豊子短編集（原作：山崎豊子）
  - 遺留品（3月6日 / 脚本：茂木草介）
  - しぶちん（3月13日 / 脚本：田中澄江）
  - 持参金（3月20日 / 脚本：若尾徳平）
  - 船場狂い（3月27日 / 脚本：依田義賢）
- 羅生門（4月3日 / 原作：芥川龍之介、脚本：佐々木武観）
この作品より、放送枠が45分に拡大。22時00分 - 22時45分となる。
- しあわせ（4月10日 / 原作：植草圭之助、脚本：小幡欣治）
- 貸借り帳消し胸算用（4月17日 / 原作：井原西鶴『西鶴諸国噺』、脚本：平田廉三）
- こころ（4月24日 / 原作：夏目漱石、脚本：矢代静一）
- 雁（5月1日・8日 / 2回 / 原作：森鴎外、脚本：小幡欣治）
- 殉愛（5月15日・22日・29日 / 3回 / 原作：ロマン・ロラン『ピエールとリュース』、脚本：田中澄江）
- 母の社会科（6月5日 / 原作：由起しげ子、脚本：秋月桂太）
- おいらん女中（6月12日 / 原作：獅子文六『すれちがい夫婦』、脚本：戌井市郎）
- おばあさん（6月19日 / 原作：若杉光夫、脚本：小森静男）
- 先生のこと（6月26日 / 原作：上田敏雄、脚本：小松君郎）
- 夢十夜より「恋文」「百合の館」（7月3日 / 原作：夏目漱石『夢十夜』、脚本：「恋文」田村幸二・「百合の館」若尾徳平）
2話のオムニバス形式。
- 張込み（7月10日 / 原作：松本清張、脚本：若尾徳平）
- 鱧の皮（7月17日 / 原作：上司小剣、脚本：田村幸二）
- 愛情について 別れて生きるときも（7月24日・31日 / 2回 / 原作：田宮虎彦、脚本：小幡欣治）
- 貧乏さん（8月7日 / 原作：三宅雪子、脚本：小松君郎）
- 人情紙風船（8月14日・21日 / 2回 / 原作：三村伸太郎）
- 船場の娘（8月28日 / 原作：織田作之助）
- 愛と空白の共謀（9月4日 / 原作：松本清張）
- シャモとゴタシン（9月11日・18日 / 2回 / 作：羽仁進）
- 最期の一句（9月25日 / 原作：森鴎外、脚本：魚住大二、演出：中川晴之助）
- 遊女濃安都（10月2日）
- 江口の里（10月9日 / 原作：有吉佐和子）
- 京都三条通り（10月16日）
- ペッペッ教（10月23日 / 原作：源氏鶏太）
- 奔流（10月30日 / 作：中江良夫、演出：吉村繁雄）
朝日放送製作。第14回芸術祭参加作品。22時00分 - 23時00分に拡大。
- 黒い炎（11月6日 / 原作：海野十三『麻雀殺人事件』）
- 紅葉の宿（11月13日）
- いろはにほへと（11月20日 / 作：橋本忍、演出：岡本愛彦）
第14回芸術祭大賞受賞。22時00分 - 23時45分に拡大。
- 亭主のためいき（11月27日 / 作：中村武志）
- 山を見るな（12月4日・11日 / 2回 / 作：菊村到）
- 挑戦（12月18日 / 作：猪俣勝人）
- 東京の風（12月25日 / 作：菊田一夫）

### 1960年
- あけぼの草子（1月1日）
- 窓（1月8日）
- かんざし（1月15日 / 作：井伏鱒二）
- せっちゃん（1月22日 / 作：高久めぐみ）
- きょうあるいのち（1月29日 / 原作：川村清枝・川村源七、脚本：田井洋子、演出：岡本愛彦）
- 三十石ばなし（2月5日）
- 世は抜きとり（2月12日）
- ふところ（2月19日 / 作：小松君郎）
- アゴ伝（2月26日・3月4日 / 2回 / 作：大江賢次）
- 平和な物語（3月11日 / 原作：石川達三）
- 残月車会党（3月18日）
- 並木（3月25日 / 原作：川端康成）
- 血と虹（4月1日 / 作：猪俣勝人・柴英三郎・岡本愛彦）
- 義民甚兵衛（4月8日 / 原作：菊池寛）
- 契約結婚（4月15日 / 作：由起しげ子）
- 題名のないドラマ（4月22日 / 原案：飯島正）
- 晩春の騒ぎ（4月29日）
- きょうもおしまい（5月6日）
- 正義派（5月13日 / 原作：志賀直哉、脚色：田村幸二）
- グッド・バイ（5月20日 / 原作：太宰治）
- おその（5月27日 / 原作：久保田万太郎）
- 笑い（6月3日 / 原作：菊池寛、脚色：柴英三郎）
- 螢（6月10日 / 原作：久保田万太郎）
- 能面の家（6月17日 / 原作：曽野綾子、脚色：池上金男）
- おとなしい目撃者（6月24日 / 作：武田泰淳）
- 女（7月1日 / 作：八住利雄、演出：岡本愛彦）
3話のオムニバス形式。
- 祇園ばやし（7月8日 / 原作：吉井勇、脚色：倉岡健一）
- トイレット部長（7月15日）
- 砂時計（7月22日 / 原作：梅崎春生）
- 妻の波紋（7月29日 / 作：明田鉄男、脚色：小田和生）
- 先祖伝来（8月5日 / 作：津上忠）
- バカヤロウの風景（8月12日 / 原案：大竹省三『地震雷火事おやじ』、脚本：白坂依志夫）
- 死と恋と波と（8月19日 / 原作：井上靖、脚色：池上金男）
- おさん（8月26日 / 原作：太宰治）
- 再発（9月2日 / 原作：遠藤周作、脚色：青江舜二郎）
- もなかの皮（9月9日 / 原作：有吉佐和子、演出：真船禎）
- 意識不明（9月16日 / 原作：佐野洋、脚色：池上金男）
- 花のワルツ（9月23日）
- 姉妹（9月30日 / 原作：畔柳二美、演出：中川晴之助）
- 黄山瀬（10月7日 / 原作：田宮虎彦、脚色：山田万亀、演出：住田明美）
中部日本放送製作。
- どっちが笑う（10月14日 / 原作：武者小路実篤）
- 待たれている者（10月21日）
- 勝敗（10月28日 / 作：柴英三郎、演出：大坂六郎）
北海道放送製作。第15回芸術祭参加作品。22時00分 - 23時00分に拡大。
- ある裁判（11月4日 / 作：新井豊）
- 寧楽秘抄（11月11日 / 原作：吉屋信子、脚色：茂木草介）
大阪府芸術祭参加作品。22時00分 - 23時00分に拡大。
- ゆび（11月18日 / 作：田中千禾夫、演出：大脇明、音楽：芥川也寸志、歌：友竹正則、ギター演奏：阿部保夫）
中部日本放送製作。第15回芸術祭参加作品。22時00分 - 23時00分に拡大。
- ドキュメントフィルム日本1960（11月25日 / 構成：白坂依志夫、演出：岡本愛彦、撮影：木村忠夫、構成協力・監修：土門拳）
ドキュメンタリー番組。第15回芸術祭参加作品。
- 危険のような（12月2日 / 作：キノトール）
- 霧の中の少女（12月9日 / 原作：田中寿美子『ビジネス・マダム - 共かせぎ百科』、脚色：田井洋子、演出：鈴木利泰）
- ころすなかれ（12月16日 / 作：菊村到）
- かあちゃんしぐのいやだ（12月23日 / 原作：平林良孝）
- 赤坂ふらんす亭（12月30日 / 作：菊田一夫）

### 1961年
- 女は同じ物語（1月6日 / 原作：山本周五郎）
- 厳しい春（1月13日 / 作：田村幸二）
- 町はそよ風（1月20日・27日 / 2回 / 原作：広津和郎、脚色：岡田達門、演出：鈴木利泰）
- 息子の青春（2月3日 / 原作：林房雄、脚色：菅原卓）
- 妻の青春（2月10日 / 原作：林房雄、脚色：菅原卓）
- 良人の青春（2月17日 / 原作：林房雄、脚色：菅原卓）
- 集団就職（2月24日 / 原作：遠藤周作、脚色：真船禎）
- 女であること（原作：川端康成、脚色：北条誠、演出：岩崎文隆）
  - 妙子の章（3月3日）
  - 音子の章（3月10日 / 朝日放送製作）
  - さかえの章（3月17日）
  - 市子の章（3月24日）
- 魚紋（3月31日 / 原作：田井洋子、演出：蟻川茂男、音楽：山下毅雄）
- 北国の春（4月7日）
- 植物的接吻（4月14日 / 原作：三宅艶子『トイレッタ』）
- 翡翠（4月21日 / 原作：澤野久雄、脚本：茂木草介）
- 妻の経験（4月28日 / 原作：石坂洋次郎、脚本：光畑碩郎）
- 秋扇（5月5日 / 作：矢田世津子）
- 仮面の女（5月12日 / 作：茂木草介、演出：山田智也）
朝日放送製作。モノドラマ形式。
- 恋はペガサスに乗って（5月19日 / 作：水沼一郎）
- ダゴンさんの恋人（5月26日 / 原作：庄野潤三、脚本：長谷部慶次）
- 回転木馬（6月2日 / 原作：中村真一郎、脚本：寺島アキ子）
- 川のある下町の話（6月9日 / 原作：川端康成、演出：岩崎文隆）
- 青い花（6月16日 / 原作：辻久一、演出：山田智也）
朝日放送製作。
- ある村のはなし（6月23日 / 作：田中澄江）
- 銀婚式（6月30日 / 原作：藤沢桓夫、演出：石浜恒夫）
- 茶の間の時計（7月7日 / 原作：北条誠、脚本：山田豊）
- それは毒だ（7月14日 / 原作：獅子文六、演出：篠原甫）
- 妻よしあわせの花を（7月21日 / 原作：中野実、脚本：棟明郎、演出：岩崎文隆）
- 大出世物語（7月28日 / 原作：源氏鶏太）